# 河口純之助
河口 純之助（かわぐち じゅんのすけ、本名：河口 宏之（かわぐち ひろゆき）、1961年〈昭和36年〉4月26日 - ）は、日本のミュージシャン、音楽プロデューサー。1991年に幸福の科学に入信、2009年に幸福実現党から比例区で衆院選に出馬し落選、幸福実現党の宣伝局長代理。1985年から1995年のバンド解散までTHE BLUE HEARTSのベーシスト。2019年から活動休止までTHE LONDON TIMESにギタリストとして参加。現在はザ タイムトラベラーズのギタリストとして活動中。東京都世田谷区出身。東京都立桜町高等学校卒業。既婚。

## 概要
元々はTHE BLUE HEARTSのマネージャー（ライブのブッキング、宣伝等）をやる予定だったが、初代ベーシストのマサミ（望月正水）が脱退、助っ人でベースをやるが、その後正式にバンドに加入。メジャーデビュー前のライブパンフレット、デビュー直後のファンクラブ会報等には本名の「宏之」と記載されていたが、その後の全てのメディアに於いて「純之助」と記載される。
1991年、幸福の科学に入信。バンドのファンやスタッフを勧誘するなどして、甲本ヒロトと真島昌利の怒りを買ったとされている。ファンに対しては、影響等を考えて、宗教に関する話題はふせられていた。
1995年、ブルーハーツが解散した。解散の一因には、河口の宗教活動があるとされ、メンバーチェンジのために、バンドを解散し、新バンドを結成したと言われている。甲本ヒロトはこの説を否定しているが、その後のTHE HIGH-LOWSやザ・クロマニヨンズの結成時には声を掛けていない。
2009年、衆院選に、幸福の科学の政党「幸福実現党」の候補として比例東京ブロックから立候補し、落選した。出馬をすることは、ブルーハーツのメンバーには伝えなかった。政党での役職は宣伝局長代理。
2019年、THE LONDON TIMESにギタリストとして参加、翌年の2020年をもって活動休止する。
現在は亀山哲彦、山背弘と共にザ タイムトラベラーズのギタリストとして活動中。

## 来歴
- 1985年6月 - THE BLUE HEARTS初代ベースの望月正水が脱退。一時的に山川のりをが加入。
- 1985年8月 - THE BLUE HEARTSに河口正式加入。
- 1990年 - 大川隆法著『太陽の法』を読む。
- 1991年 - 幸福の科学に入信[1]。
- 1995年6月 - THE BLUE HEARTS解散。その後、様々なバンドのプロデュースをしている。
  - 1998年 - PAPA WILD#9 「monks not dead」
  - 1999年 - Mr.ORANGE 「WHO CAN UNDERSTAND IT? 」
  - 2000年10月 - SA 「YOU MUST STAND UP MY COMRADES」
  - 2004年2月 - STRIPE EFFECT 「Starting Point」
  - 2016年8月 - 大川宏洋「Revolution!!」にベースとして参加
- 2002年8月 - SUMMER SONIC02大阪のオープニングアクトで間寛平withアメマーズのベースとして参加。「アメママンのテーマ」、「リンダリンダ」等を演奏。
- 2003年7月 - 大阪・なんばHatchで行われた「GATSBY Live Junction Vol.11」に、間寛平withアメマーズのベースとして参加。「コスモス」、「電撃バップ」等を演奏。
- 2008年2月 - インターネット配信番組「ヤング・ブッダ|Young Buddha!」の「明日の☆スタアVol.7」に出演。
- 2009年 - 衆院選に、幸福の科学の政党（幸福実現党）候補として比例東京ブロックから立候補し、落選[2][6][7]。
- 2019年 - THE LONDON TIMESにギタリストとして参加。
- 2020年 - 下北沢 Flowers loftでのライブを最後にTHE LONDON TIMESとしての活動を休止する。

## 幸福の科学について
- 1990年、大川隆法著『太陽の法』を読み、元々あった宗教的なものへの関心と、河口にとっての「パンク＝既成概念を愛をもって壊す精神」が、ひとつの線で結ばれたという。「『太陽の法』を読んだ時、これこそ真のパンクだと。いや、パンクの10万倍凄いことだ」と2001年発売の『QuickJapan Vol.37』で発言している。
- 1991年、幸福の科学に入信した[1]。ファンへの影響等を考えて宗教のことは口止めされていたため、ブルーハーツ解散までは公にされなかった[1]。しかし、ロゴマークの入ったベースを使用し、それを収録した1991年のライブDVDも発売されており[8]、入会以後の河口の楽曲にもその影響が見られるようになった[9]。
- 1995年、 THE BLUE HEARTS解散にあたって、雑誌『ロッキングオンジャパン』1995年7月号のインタビューで、バンドでの10年について尋ねられ、「バンドやっていた10年より、幸福の科学に出会えたことの方が大きい」と答えている[10][11]。
- 大川隆法総裁については、「日本人は眠ったまんま。日本人はエル・カンターレ（幸福の科学の本尊。大川隆法総裁のこと）をナメてるよ」「みんな気づくのが遅すぎ」「国師であり、ワールドティーチャーなのがまだわからないのか」と述べている[12]。

## 政治的信条
- 2012年、尖閣諸島に上陸した幸福実現党党員の歌手TOKMA（トクマ）に 「泣けるぜ、この野郎！」「よくやった！」とメールを送った[12][13][14]。河口は、「やらなかったら中国に獲られるんだよ。『次、来たらぶっ殺すぞ』くらい言えばいいんだよ」「自虐史観を押しつけられたまま。『日本人は悪いことをした』とずっと言われているけど、それは本当なのか？マインドコントロールされてるんだよ」と述べている[12]。
- 河口は、本を読み、櫻井よしこの講演会に行き、ブルーハーツの『情熱の薔薇』の歌詞「見てきた物や聞いた事　いままで覚えた全部　でたらめだったら面白い」の意味がわかったという[12]。そして、従軍慰安婦や南京大虐殺、尖閣や竹島について、「全部ハッキリさせようぜ。そういう時期が来たんだよ」と発言している[12]。
- 国防については、「憲法9条を改正しない限り、自分で自分の国は守れない」「今は中国が調子こいてきた。北朝鮮の問題もある」「竹島は韓国の奴らがいる。行ったら撃たれる」「領土は重要な問題」と述べている[12]。
- 原発については推進の立場であり、「原発から漏れた放射能で死んだ人はいない」「放射能を浴びると修復酵素が活性化して健康になる」「みんな、左翼に変な知識を詰め込まれてるだけ」「中国の核実験の被ばく量は福島原発事故の比ではない」と述べている[12]。
- 原発に反対している坂本龍一については、「坂本は今後一生、電気使わずに音楽やれよ」「坂本は俺にケンカを売っているようなもの」「俺にケンカを売ってるってことは、エル・カンターレにケンカを売ってるってことだよ。俺はそれは許さんからな」と述べている[12]。

## 人物像
- 通称「河ちゃん」。
- 自称「つっぱり」である。
- THE BLUE HEARTS時代は自己紹介の時に「アホの町人」とよく名乗っていた。
- 甲本ヒロト曰く、「出会った頃は痩せていて格好よく、憧れだった」。
- 矢沢永吉の大ファン。
- 肉料理は食べない。
- 昔から、顔が井上陽水に似ていることを周囲に指摘されている。
- 弟が1人いる。

### 逸話
- 初めて買ったギターは、ヤマハのフォークギター。お金は半分は自分の小遣い、もう半分は祖母が出してくれたという。
- 中学3年生の時に初めてバンドを組み、その後はミサイルズ、ウォールズ・アイスクリームなるバンドを結成し、ギター&ボーカル担当だった。
- 加入の経緯に関しては、ラジオで「マネージャーとして行ったら、いきなりベースの人辞めちゃうし、なんかメチャクチャなバンドだな、と思った」と笑いながら語ったことがある。
- ブルーハーツ加入直後は、別々に購入した琵琶型のボディとネックをくっつけたベースを使用していた。メジャーデビュー後はESP製のオリジナルモデルやフェンダー・プレシジョンベース等をメインで使用し、中期になるとアレンビックのベースも使用するようになった。
- シングル「人にやさしく」のクレジットには、本名である「河口宏之」が記載されている。
- 得意技は「ベース投げ」で、公園でよく練習していた。
- 基本的に髪型はリーゼントだが、ブルーハーツ時代にバリカンを使って自ら散髪しようとして失敗、やむなくモヒカンにしていたこともある。
- THE BLUE HEARTSの4thアルバム『BUST WASTE HIP』に収録されている「真夜中のテレフォン」では、初のリード・ボーカルを務める。
- ブルーハーツ晩年にたまにステージで使用していた奇妙な塗装がしてあるグレコのベースは、元々高校時代に父親から貰ったものであり、フェンダーのケースに入っていたことから「やった！フェンダーのベースだ」と喜び勇んで開けたところ、中身はグレコのベースで、しかもコールタール漬けになっているような塗装がしてあり、ペグが折れているなど使い物になる状態では無かった。しかしブルーハーツ晩年に河口が塗装をし直し、壊れている部分も修理し使用するようになった。
- 2005年5月19日の東京・渋谷AXで初めてTHE HIGH-LOWSのライブを見たという。この時の控え室で、甲本ヒロトや真島昌利と久しぶりの再会をしているところに岩城滉一がやって来て、挨拶されたことを友人に自慢している。
- また、2008年5月6日にブルーハーツのドラマーである梶原徹也とキーボードであった白井幹夫のバンド、THE BIGHIPのライブを見に行っており、ファンにその姿を確認されている。更に同日は甲本ヒロトと真島昌利もそのライブに来ていた[15]。